# Csuvasföld zászlaja

Csuvasföld zászlaját 1994. április 29-én vonták fel hivatalosan.
A zászló legfőbb díszítőeleme egy stilizált életfa az újjászületés szimbóluma, három nappal, a csuvas művészet népszerű motívumával. A lila a földet, az aranysárga pedig a jólétet jelenti.